# Ives I de Belleme
Ives o Yves I de Bellême o Yves l'Antic (mort entre 1005 i 1012) fou el primer senyor conegut de Bellême, possible fill de Fulc de Carbonnais.

## Biografia
Segons les cròniques medievals normandes, Yves I de Bellême hauria estat un personatge clau en la fugida del jove duc normand Ricard I de Normandia (942-996). Aquest darrer fou criat a la cort del rei de França Lluís IV d'Ultramar després de la mort del seu pare quan el jove només tenia 10 anys. Vers 943-945, el seu intendent Osmond de Centeville, per temor que el seu protegit acabés com a presoner del rei li va organitzar la fugida de la cort i se sap que va cooperar amb un cert « Yves, pare de Guillem de Bellême » que seria Yves de Bellême que fou pare de Guillem I de Bellême. Orderic Vital precisa a la seva Historia ecclesiastica el seu nom i càrrec: «Yves de Creil, gran-mestre dels ballesters del rei». Yves de Creil i Yves de Bellême serien doncs la mateixa persona. Sota consell d'Yves i d'Osmond de Centeville, el jove va fingir estar malalt el que va comportar una relaxació en la seva vigilància, que Osmond va aprofitar per amagar a Ricard en una bota i va marxar amb ell sense que ningú se n'adonés. Es van refugiar a Coucy i després a Senlis, amb el comte Bernat de Senlis, i es suposa que aquest refugi fou aconsellat per Yves l'Antic/Yves de Creil doncs Bernat de Senlis devia ser aleshores el cap feudal d'Yves (Creil està a uns 10 km de Senlis).
La identificació entre Yves de Bellême i Yves de Creil és no obstant objecte de debat a causa de la cronologia, ja que és poc probable que el conspirador dels anys 943-945 sigui Yves de Bellême que va morir després del 1005. Podria ser un error d'Orderic Vital, però l'historiador Geoffrey H. White pensa que Yves l'Antic seria el fill d'Yves de Creil.
Yves hauria fundat el castell d'Alençon.
El seu fill, Guillem I de Bellême, el va succeir com a senyor de Belleme.

## Llinatge
S'esmenta com a pare a Fulc de Carbonnais, o a Yves l'Antic. La seva esposa es deia Godehilda. Va tenir almenys cinc fills:
- Guillem I de Bellême
- Avesgald de Bellême, bisbe de Le Mans
- Hideburga de Bellême, casada amb Aimó, senyor de Château-du-Loir
- Godehilda de Bellême, casada amb Raúl III vescomte de Beaumont (vescomte del Maine)
- Sigefroi de Bellême (bastard ?), bisbe de Le Mans